# The Longest Journey
The Longest Journey (Den lengste reisa) este un joc de aventură point-and-click pentru PC dezvoltat de către studioul norvegian Funcom. A fost publicat de IQ Media Nordic în Norvegia în anul 1999 și a fost apoi localizat pentru Franța, Anglia, Germania, Belgia, Canada, Spania, Danemarca, Finlanda, Suedia, Polonia, Cehia, Rusia și SUA.
The Longest Journey (Cea mai lungă călătorie) se concentrează pe expunerea poveștii (storytelling) și conține multe elemente sub formă de puzzle.
Jocul a primit recenziii pozitive, dar a fost criticat pentru excesul de dialoguri.

## Personaje
- April Ryan: Eroina jocului, locuitor al Stark-ului, ce învață la Academia de Arte Vizuale din Veneția, Newport. Ea descoperă că este un Shifter- are darul de a călători între două lumi, atunci când ajunge, din greșeală, în Arcadia. April află că este fiica Dragonului Alb, dar că a fost adoptată de mică de parinții ei actuali din Stark
  - Voce: Sarah Hamilton

- Crow: O pasăre cu pene negre ce devine companionul apropiat a lui April. Numele de "Crow" i-a fost dat de câtre April, atunci când află că fostul său stăpân îl numise Bird (pasăre). Crow o însoțește de-alungul călătoriei după ce scapă din mâinile stăpânului său bețiv. Crow nu este de fapt o cioară, după cum sugerează numele, dar numele i-a fost dat de April pentru că îi amintea de un erou de desene animate numit Crowboy.
  - Voce: Roger Raines

- Vestrum Tobias: Este un Sentinel în Arcadia ce îi explică lui April despre Echilibru (Balance) și o învață limba universală din Arcadia.

- Cortez: Mentorul misterios a lui April.
  - Voce: Louis Aguirre

1. ↑  GOG.com
2. ↑  Humble Store
3. ↑  Steam, accesat în 13 decembrie 2023
4. ↑   https://www.gog.com/game/the_longest_journey Lipsește sau este vid: |title= (ajutor)